# Lise Magnier
Pour les articles homonymes, voir Magnier.
Lise Magnier, née le 31 décembre 1984 à Châlons-sur-Marne (Marne), est une femme politique française, membre d'Agir, puis d'Horizons depuis 2022. Elle est élue députée dans la quatrième circonscription de la Marne en 2017, membre du groupe UDI, Agir et indépendants puis d'Agir ensemble à partir de 2020. Elle est réélue députée en 2022 et siège désormais au sein du groupe Horizons et indépendants.

## Biographie
Lise Magnier est diplômée d'un baccalauréat scientifique, d'une licence AES et d'un master en droit public. Elle commence sa carrière professionnelle de cadre territorial au sein de la ville de Châlons-en-Champagne, en tant que chargée de mission de la démocratie participative et prend ensuite les fonctions de responsable du secrétariat général. En 2011, elle devient directrice générale des services de la ville de Suippes, auprès du maire Jean Huguin.
En 2013, elle participe à l'écriture du livre J'aime Châlons - Génération 2014 et prend la responsabilité de la rédaction du projet municipal porté par l'équipe candidate aux élections municipales, menée par Benoist Apparu[réf. nécessaire], dont elle est également assistante parlementaire. Elle entre au conseil municipal de Châlons-en-Champagne en 2014, et devient adjointe aux finances et à la modernisation de l'administration du nouveau maire, Benoist Apparu.
En 2015, Lise Magnier est élue conseillère départementale dans le canton de Châlons-en-Champagne-2. Son binôme avec le conseiller sortant Jean-Louis Devaux rassemble 63,91 % des voix face au Front national. Elle devient vice-présidente du conseil départemental de la Marne chargée des investissements des bâtiments, dont les 47 collèges marnais.
Lors des élections législatives de 2017, Benoist Apparu choisit de rester maire de Châlons-en-Champagne et renonce à siéger à l'Assemblée nationale. Lise Magnier est alors investie par Les Républicains et l'Union des démocrates et indépendants dans la quatrième circonscription de la Marne. Elle reçoit également le soutien du Premier ministre Édouard Philippe. Elle arrive en tête du premier tour avec 22,04 % des suffrages, devant le conseiller régional Thierry Besson du FN (19,9 %) et deux candidats se réclamant de la majorité présidentielle, le maire de Sainte-Ménéhould Bertrand Courot (17,03 %) et Anne-Sophie Godfroy (11,9 %). Elle est élue députée au second tour, avec 66,88 % des voix face au candidat frontiste. Elle quitte alors ses deux mandats exécutifs locaux mais conserve son mandat de conseillère municipale et de conseillère communautaire au sein de la Communauté d'agglomération de Châlons.
À l'Assemblée nationale, Lise Magnier rejoint le groupe UDI, Agir et indépendants puis celui d'Agir Ensemble à partir de 2020. Elle siège à la commission des finances et participe au groupe d'amitié France-Québec.
Fin octobre 2017, elle relaie à l'Assemblée nationale, avec des députés LR, un amendement portant sur la fiscalité des entrepôts et fourni par le Medef et la Confédération des petites et moyennes entreprises,,.
En novembre 2017, elle participe à la création d'Agir, la droite constructive.
En janvier 2022, elle annonce rejoindre Horizons, le parti politique d'Édouard Philippe, la fusion avec le parti politique de centre droit Agir n'ayant abouti.
Elle est réélue députée en juin 2022 et juillet 2024.

## Synthèse des résultats électoraux

### Elections législatives
| Année | Parti | Parti     | Circonscription | 1er tour | 1er tour | 1er tour | 2d tour | 2d tour | 2d tour |
| Année | Parti | Parti     | Circonscription | Voix     | %        | Rang     | Voix    | %       | Issue   |
| ----- | ----- | --------- | --------------- | -------- | -------- | -------- | ------- | ------- | ------- |
| 2017  |       | LR-UDI    | 4e de la Marne  | 7832     | 22,03    | 1er      | 19946   | 66,88   | Élue    |
| 2022  |       | ENS (HOR) | 4e de la Marne  | 11324    | 33,20    | 1er      | 17294   | 55,33   | Élue    |
| 2024  |       | ENS (HOR) | 4e de la Marne  | 15245    | 30,98    | 2e       | 25550   | 52,22   | Élue    |